# Општина Березени (Васлуј)
Березени (рум. Berezeni) општина је у Румунији у округу Васлуј.
Oпштина се налази на надморској висини од 57 m.